# Macedonian International
Macedonian International als internationale Meisterschaften von Nordmazedonien im Badminton werden seit 2004 ausgetragen.

## Titelträger
| Saison | Herreneinzel        | Dameneinzel         | Herrendoppel                          | Damendoppel                         | Mixed             |
| ------ | ------------------- | ------------------- | ------------------------------------- | ----------------------------------- | ----------------- |
| 2004   | Gordan Zotovski     | Ivana Jovanovska    | Gordan Zotovski Trajan Cekovski       | Dea Zdravkovska Dragana Volkanovska | nicht ausgetragen |
| 2005   | Martin Stojanovski  | Dragana Volkanovska | Martin Stojanovski Filip Mihajlovski  | Dea Zdravkovska Dragana Volkanovska | nicht ausgetragen |
| 2006   | Martin Stojanovski  | Dea Zdravkovska     | Martin Stojanovski Filip Mihajlovski  | Dea Zdravkovska Dragana Volkanovska | nicht ausgetragen |
| 2007   | Filip Mihajlovski   | Dragana Volkanovska | Martin Stojanovski Filip Mihajlovski  | Dea Zdravkovska Ema Stefanovska     | nicht ausgetragen |
| 2008   | Vasil Pujovski      | Ema Stefanovska     | Vasil Pujovski Marko Nakic            | Dea Zdravkovska Ema Stefanovska     | nicht ausgetragen |
| 2009   | Vasil Pujovski      | Ina Stefanovska     | Vasil Pujovski Marko Nakic            | Ina Stefanovska Dragana Volkanovska | nicht ausgetragen |
| 2010   | Vasil Pujovski      | Ina Stefanovska     | Vasil Pujovski Marko Nakic            | Ina Stefanovska Dragana Volkanovska | nicht ausgetragen |
| 2011   | Vasil Pujovski      | Ina Stefanovska     | Vasil Pujovski Marko Nakic            | Daria Stefanovska Ema Stefanovska   | nicht ausgetragen |
| 2012   | Bojan Kostadinovski | Ema Stefanovska     | Bojan Kostadinovski Filip Mihajlovski | Dea Zdravkovska Dragana Volkanovska | nicht ausgetragen |
| 2013   | Bojan Kostadinovski | Daria Stefanovska   | Bojan Kostadinovski Filip Mihajlovski | Daria Stefanovska Ina Stefanovska   | nicht ausgetragen |
| 2014   | Vedran Zdravkovski  | Daria Stefanovska   | Bojan Kostadinovski Filip Mihajlovski | Daria Stefanovska Ina Stefanovska   | nicht ausgetragen |
| 2015   | Filip Mihajlovski   | Dea Zdravkovska     | Vedran Zdravkovski Filip Mihajlovski  | Dea Zdravkovska Ema Stefanovska     | nicht ausgetragen |
| 2016   | Filip Mihajlovski   | Dea Zdravkovska     | Vedran Zdravkovski Filip Mihajlovski  | Dragana Volkanovska Ema Stefanovska | nicht ausgetragen |
| 2017   | Petar Zivkovski     | Ina Stefanovska     | Petar Zivkovski Bojan Kostadinovski   | Ina Stefanovska Dea Zdravkovska     | nicht ausgetragen |
| 2018   | Petar Zivkovski     | Ina Stefanovska     | Petar Zivkovski Bojan Kostadinovski   | Ina Stefanovska Dea Zdravkovska     | nicht ausgetragen |
| 2019   | Petar Zivkovski     | Ina Stefanovska     | Ivan Pejovski Leonid Stojanov         | Ina Stefanovska Dea Zdravkovska     | nicht ausgetragen |
| 2020   | Ivan Pejovski       | Ina Stefanovska     | keine Daten                           | keine Daten                         | nicht ausgetragen |